# Al Mosul University Stadium
Al Mosul University Stadium - to wielofunkcyjny stadion w Mosulu w Iraku. Jest obecnie używany głównie dla meczów piłki nożnej i służy jako stadion Mosul FC. Stadion mieści 20 000 osób.